# Ewa Kucińska
Ewa Wioletta Kucińska, po mężu Mrugała (ur. 2 kwietnia 1962 w Gorzowie Wielkopolskim) – polska skoczkini do wody, instruktor skoków do wody, olimpijka z Moskwy 1980.

## Życiorys
Zawodniczka startująca w pływaniu (lata 1968–1976), gimnastyce sportowej (lata 1973–1976) oraz w skokach do wody (lata 1976–1987). Mistrzyni Polski w skokach z trampoliny w latach 1976, 1978, 1979 oraz w skokach z wieży w latach 1977–1980, 1982, 1984, 1985, 1987.
Na igrzyskach w Moskwie wystartowała w skokach z wieży, zajmując 13. miejsce.
Była zawodniczką Stilonu Gorzów, Pałacu Młodzieży Warszawa i Spółdzielcy Lublin.
Po zakończeniu kariery sportowej podjęła pracę instruktora skoków do wody (lata 1988–1991).